# Municipio de Owen (condado de Jackson)
El municipio de Owen (en inglés: Owen Township) es un municipio ubicado en el condado de Jackson en el estado estadounidense de Indiana. En el año 2010 tenía una población de 1572 habitantes y una densidad poblacional de 11,09 personas por km².

## Geografía
El municipio de Owen se encuentra ubicado en las coordenadas 38°54′35″N 86°12′8″O / 38.90972, -86.20222. Según la Oficina del Censo de los Estados Unidos, el municipio tiene una superficie total de 141.72 km², de la cual 141,08 km² corresponden a tierra firme y (0,45 %) 0,63 km² es agua.

## Demografía
Según el censo de 2010, había 1572 personas residiendo en el municipio de Owen. La densidad de población era de 11,09 hab./km². De los 1572 habitantes, el municipio de Owen estaba compuesto por el 97,2 % blancos, el 0,25 % eran afroamericanos, el 0,51 % eran amerindios, el 0,32 % eran asiáticos, el 0,45 % eran de otras razas y el 1,27 % eran de una mezcla de razas. Del total de la población el 1,4 % eran hispanos o latinos de cualquier raza.